# Tijet
| V39 |

| V39 |

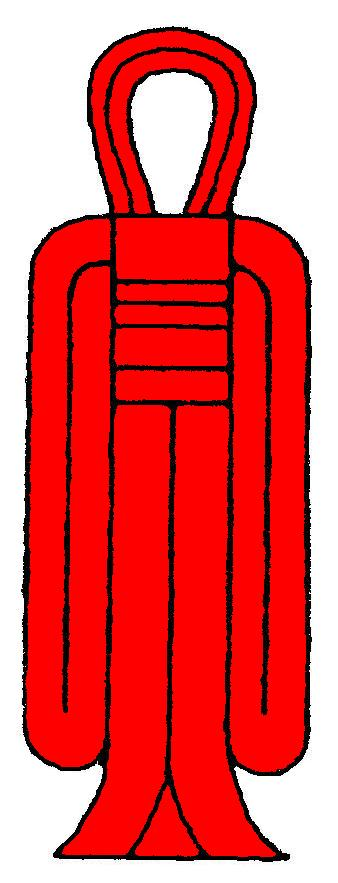
Tijet – Esetin uzel

Tijet (někdy též nazýván Esetin uzel nebo Esetina krev) je staroegyptský ochranný symbol a také amulet ne zcela jasného původu spojovaný s bohyní Esetou. Vzhledem ke své podobě bývá pokládán původně za magický uzel nebo za tampón zachycující menstruační krev bohyně. Zhotovován býval zpravidla z jaspisu nebo z karneolu zdůrazňujících svou červenou barvou jeho význam.